# Danh sách lá cờ ở Việt Nam
Dưới đây là danh sách các lá cờ đã và đang được sử dụng ở Việt Nam.

## Quốc kỳ

### Hiện tại

#### Chính quyền chính thức
| Lá cờ | Giai đoạn                  | Sử dụng                     | Biểu trưng                | Mô tả |
| ----- | -------------------------- | --------------------------- | ------------------------- | --- |
|       | 2 tháng 7, 1976 – hiện nay | Dùng cho nhà nước và dân sự | Nền đỏ, sao vàng năm cánh | Một ngôi sao lớn màu vàng nằm chính giữa nền đỏ (tỉ lệ lá cờ 2:3). Nền đỏ biểu trưng cho cách mạng và máu của những người đã hy sinh. Ngôi sao vàng với năm cánh tượng trưng có 5 giai cấp xã hội Việt Nam: Sĩ, Nông, Công, Thương, Binh. |

### Trong lịch sử
| Lá cờ | Giai đoạn                                                                        | Sử dụng                                                                                     | Biểu trưng                                                        | Miêu tả |
| ----- | -------------------------------------------------------------------------------- | ------------------------------------------------------------------------------------------- | ----------------------------------------------------------------- | --- |
|       | k. 1858 – 1885                                                                   | Cờ ngoại giao của Vương triều Đại Nam.                                                      | Màu vàng                                                          | Nền màu vàng viền màu đỏ (tỉ lệ 2:3). |
|       | k. 1885 – 1890                                                                   | Quốc kỳ tạm thời của Nhà Nguyễn.                                                            | Nền vàng, hai chữ Hán "大南" màu đỏ                               | Tên quốc gia (大南 : Đại Nam) ở chính giữa trên nền vàng (tỉ lệ 2:3). Ảnh hưởng từ: |
|       | 1885 – 9 tháng 1945                                                              | Cờ bảo hộ của Pháp tại An Nam và Bắc Kỳ.                                                    | Nền vàng, góc trên có ba xếp hàng màu nhạt Xanh ngọc, trắng và đỏ | Quốc kỳ Pháp trên góc nền vàng (tỉ lệ 2:3). Sử dụng như cờ chính phủ. Ảnh hưởng từ: |
|       | k. 1941 – 12 tháng 6, 1945                                                       | Cờ của Đại Nam và Vua Việt Nam.                                                             | Nền vàng vạch đỏ.                                                 | Nền màu vàng với một vạch ngang lớn màu đỏ (tỉ lệ 2:3). Được thiết kế theo mẫu dải huân chương Huân chương Đại Nam Long tinh. Nổi lên vào những năm 1920 như một lá cờ của vương chúa triều Nguyễn. Trong Thế chiến thứ hai, được lấy làm quốc kỳ của Đại Nam, được chỉ định làm cờ dân sự.Ảnh hưởng từ:                                                                  |
|       | 12 tháng 6 – 30 tháng 8,1945                                                     | Cờ của Đế Quốc Việt Nam và Vua Việt Nam.                                                    | Nền vàng biểu tượng quẻ Ly màu đỏ                                 | Nền vàng với 4 gạch đỏ (tỉ lệ 2:3). Các gạch đại diện Quẻ Ly ☲. Thiết kế bởi Lê Quý Trinh. Ảnh hưởng từ: |
|       | 2 tháng 9,1945 – 30 tháng 11, 1955                                               | Quốc kỳ của Việt Nam Dân chủ Cộng hòa                                                       | Nền đỏ sao vàng năm cánh                                          | Ngôi sao vàng béo nằm chính giữa nền đỏ (tỉ lệ 2:3). Ảnh hưởng từ: |
|       | 2 tháng 6 năm 1948 – 2 tháng 7 năm 1949 2 tháng 7 năm 1949 – 30 tháng 4 năm 1975 | Quốc kỳ của Chính phủ Trung ương lâm thời Việt Nam, Quốc gia Việt Nam và Việt Nam Cộng hòa. | Nền vàng và 3 đường vạch đỏ                                       | Nền vàng và 3 vạch đỏ (tỉ lệ 2:3). Tiếp nhận bởi Quốc trưởng Bảo Đại và đưa vào luật bởi Thủ tướng Nguyễn Văn Xuân năm 1948. Lá cờ này bị cấm ở Việt Nam vì nó là của Việt Nam Cộng hòa. Được sử dụng chủ yếu trong cộng đồng người Việt ở nước ngoài từng phục vụ cho Việt Nam cộng hòa, nó cũng được một số người bất đồng chính kiến ở Việt Nam sử dụng. Ảnh hưởng từ: |
|       | 30 tháng 11 năm 1955 – 2 tháng 7 năm 1976                                        | Quốc kỳ của Việt Nam Dân chủ Cộng hòa.                                                      | Nền đỏ sao vàng năm cánh                                          | Ngôi sao vàng lớn nằm chính giữa nền đỏ (tỉ lệ 2:3). Ảnh hưởng từ: |
|       | 30 tháng 4 năm 1975 – 2 tháng 7 năm 1976                                         | Quốc kỳ của Cộng hòa Miền Nam Việt Nam.                                                     | Nền chia đôi màu xanh và đỏ, ngôi sao vàng năm cánh               | Ngôi sao vàng lớn nằm chính giữa nền đỏ và xanh dương (tỉ lệ 2:3). Ảnh hưởng từ: |

## Chế độ quân chủ
| Lá cờ | Giai đoạn    | Sử dụng                                               | Tên / mô tả |
| ----- | ------------ | ----------------------------------------------------- | --- |
|       | k. 1885–1890 | Cờ của Hoàng đế Đồng Khánh.                           | Tên chính thức của quốc gia (大南 : Đại Nam) ở giữa trên nền vàng.                                               |
|       | k. 1890–1920 | Cờ của các Hoàng đế Thành Thái, Duy Tân và Khải Định. | Nền đỏ và một vạch lớn màu vàng.                                                                                 |
|       | k. 1920–1945 | Cờ của các Hoàng đế Khải Định và Bảo Đại.             | Nền màu vàng với một vạch ngang lớn màu đỏ. Được thiết kế theo mẫu dải huân chương Huân chương Đại Nam Long tinh |

### Dành riêng cho các Hoàng đế
| Lá cờ | Giai đoạn  | Sử dụng                                           | Tên / Mô tả                                                                     |
| ----- | ---------- | ------------------------------------------------- | ------------------------------------------------------------------------------- |
|       | 1922–1945  | Dành riêng cho các Hoàng đế Khải Định và Bảo Đại. | Tỉ lệ cờ: 2:3.                                                                  |
|       | 1941?–1945 | Cờ Hoàng gia của triều đại Nhà Nguyễn.            | Tên gọi: Hoàng-long kì - 黃龍旗 hay Thiên-tử kì - 天子旗. Tỉ lệ kích thước 1:2. |
|       | 1941?–1945 | Cờ Quân vương của triều đại Nhà Nguyễn.           | Tỉ lệ kích thước 1:2.                                                           |
|       | 1948–1955  | Cờ dành riêng của Quốc trưởng Bảo Đại.            | Tỉ lệ kích thước 1:2. Ảnh hưởng bởi:                                            |

## Chế độ tổng thống
| Lá cờ | Giai đoạn | Sử dụng                                                         | Tên / Mô tả                                                                                         |
| ----- | --------- | --------------------------------------------------------------- | --------------------------------------------------------------------------------------------------- |
|       | 1955–1963 | Chế độ tổng thống của Đệ Nhất Cộng hòa.                         | Nền vàng. Cây tre xanh đặt bên trên hàng chữ "Tiết-trực tâm-hư" (節直心虛, thẳng thắn và đơn giản). |
|       | 1964–1975 | Chế độ tổng thống của Đệ nhị Cộng hòa.                          | Nền trắng, biểu trưng quân đội Việt Nam Cộng hòa ở giữa.                                            |
|       | 1967–1975 | Chế độ tổng thống của Đệ nhị Cộng hòa và Tổng Tư lệnh Quân lực. | Kỳ hiệu của Tổng Tư lệnh Quân lực (2:3). Ảnh hưởng bởi:                                             |

## Cờ chính trị
| Lá cờ       | Giai đoạn              | Sử dụng                                                       | Tên gọi / Mô tả |
| ----------- | ---------------------- | ------------------------------------------------------------- | --------------- |
|             | 1910–1930              | Đảng Lập hiến Đông Dương                                      |                 |
| không khung | 1925–1930              | Tân Việt Cách mệnh Đảng                                       |                 |
|             | k.1912–1925            | Việt Nam Quang phục Hội                                       | Ảnh hưởng từ:   |
|             | 1929–1945              | Việt Nam Quốc dân Đảng                                        |                 |
|             | 1930–                  | Đảng Cộng sản Việt Nam                                        | Ảnh hưởng từ:   |
|             | 1931—1946              | Trăng Câu Đệ Tứ Đảng                                          |                 |
|             | 1939–1951              | Việt Nam Phục quốc Đồng minh Hội                              | Ảnh hưởng từ:   |
|             | 1941–1951              | Việt Nam Độc lập Đồng minh                                    | Ảnh hưởng từ:   |
|             | 1942–1946              | Việt Nam Cách mệnh Đồng minh Hội                              | Ảnh hưởng từ:   |
|             | 1939–                  | Đại Việt Quốc dân Đảng                                        | Ảnh hưởng từ:   |
| 1945–       | Việt Nam Quốc dân Đảng |                                                               | Ảnh hưởng từ:   |
|             | 1943–1947              | Đại Việt Duy dân Cách mệnh Đảng                               |                 |
|             | 1943–1947              | Đại Việt Duy dân Cách mệnh Đảng                               | (biến thể)      |
|             | 1945                   | Thanh niên Tiền phong                                         |                 |
|             | 1945                   | Việt Nam Quốc gia Độc lập Đảng                                |                 |
|             | 1951–                  | Đoàn Thanh niên Cộng sản Hồ Chí Minh                          | Ảnh hưởng từ:   |
|             | 1954–1963              | Cần lao Nhân vị Cách Mạng Ðảng                                |                 |
|             | 1958–1964              | BAJARAKA                                                      |                 |
|             | 1960–1977              | Mặt trận Dân tộc Giải phóng miền Nam Việt Nam                 | Ảnh hưởng từ:   |
|             | 1964–1992              | FULRO.                                                        |                 |
|             | 1964–1992              | FULRO                                                         | (biến thể)      |
|             |                        | Đảng Tân Đại Việt                                             | Ảnh hưởng từ:   |
|             | 1964–1985              | Mặt trận Giải phóng Campuchia Krom                            |                 |
|             |                        | Liên đoàn Khmers Kampuchea-Krom                               |                 |
|             | 1964–                  | Mặt trận Giải phóng Miền trung Tây Nguyên                     |                 |
|             | 1965–                  | Đại Việt Cách mạng Đảng                                       | Ảnh hưởng từ:   |
| không khung | 1965–                  | Đại Đạo Thanh Niên Hội                                        |                 |
|             | 1967—1975              | Mặt trận Quốc gia Dân chủ Xã hội                              |                 |
|             | 1973                   | Ban Liên hợp quân sự 4 bên                                    |                 |
|             | 1968–1977              | Liên minh các Lực lượng Dân tộc, Dân chủ và Hòa bình Việt Nam | Ảnh hưởng từ:   |
|             | 1981–                  | Liên minh các Đảng Quốc gia Việt Nam                          |                 |
|             | 1981–                  | Liên minh Dân chủ Việt Nam                                    | Ảnh hưởng từ:   |
|             | 1982—                  | Đảng Việt Tân.                                                |                 |
|             | 1991—                  | Đảng Nhân dân Hành động Việt Nam                              | Ảnh hưởng từ:   |
|             | 1993—                  | Liên minh Quân chủ Lập hiến Đa nguyên Việt Nam                | Ảnh hưởng từ:   |
|             | 1993—                  | Liên minh Quân chủ Lập hiến Đa nguyên Việt Nam                | (biến thể)      |
|             | 2003–                  | Đảng Dân tộc Việt Nam                                         | Ảnh hưởng từ:   |
|             | 2006–                  | Đảng Dân chủ Việt Nam                                         |                 |
|             | 2006–                  | Đảng Vì dân                                                   |                 |

## Cờ tôn giáo - văn hóa

Cờ Ngũ sắc
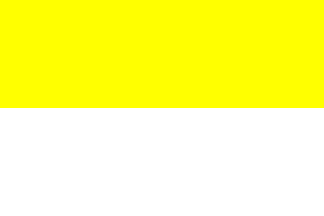
Công giáo (thế kỷ 20–nay)
Cao Đài (1926–nay)
Kháng Cách (1927–nay)
Hòa Hảo (1939–nay)
Giáo hội Phật giáo Việt Nam Thống nhất (1964–nay) và Giáo hội Phật giáo Việt Nam (1981–nay)
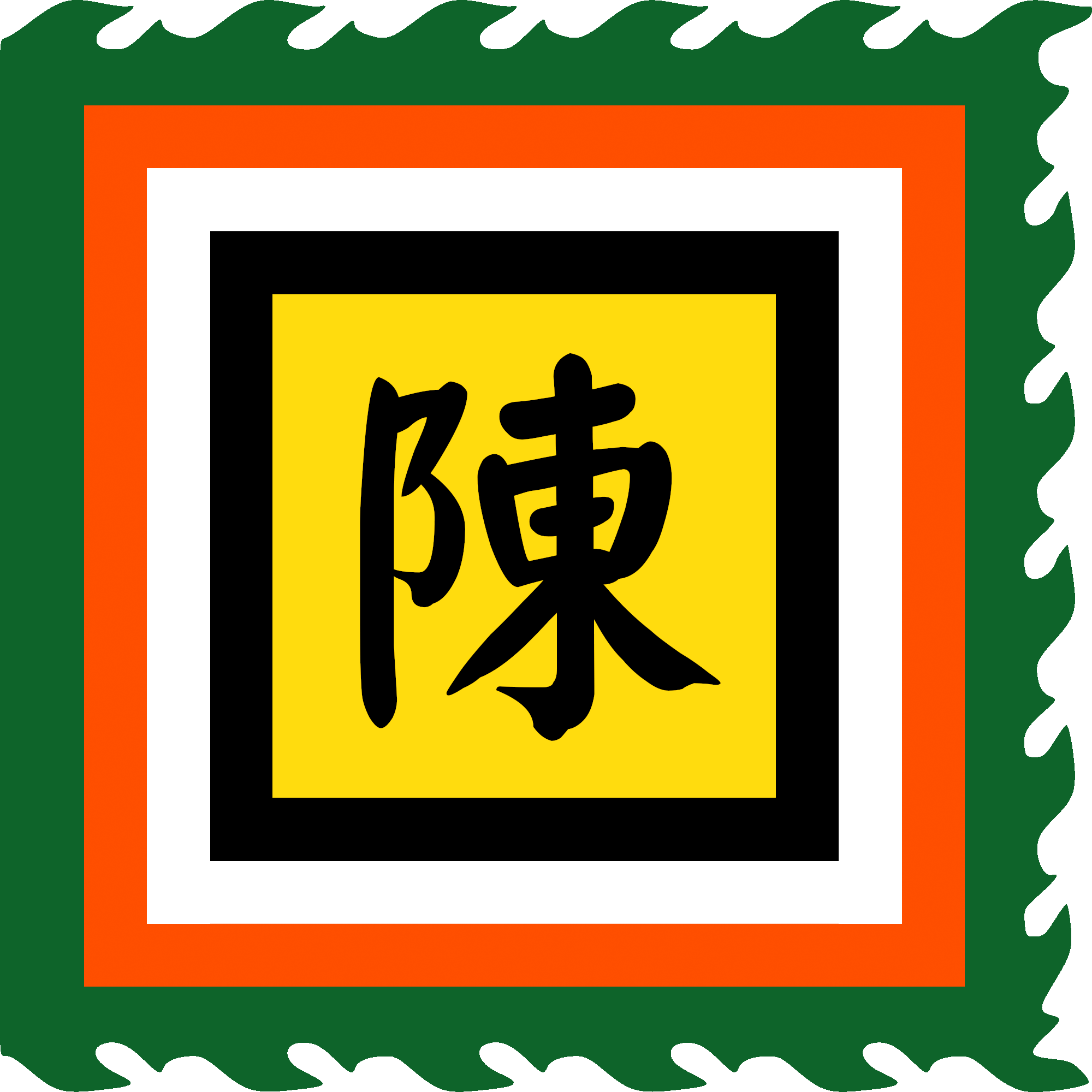
Cờ của Đức thánh Trần do Hải quân Việt Nam Cộng hòa sử dụng (1956–1975)
Cờ tang lễ truyền thống
Cờ tang lễ Thiên chúa giáo
Cờ tang lễ Thiên chúa giáo (biến thể)

## Cờ quân sự
| Lá cờ         | Giai đoạn            | Sử dụng | Mô tả |
| Hiện tại      | Hiện tại             | Hiện tại | Hiện tại |
| ------------- | -------------------- | --- | --- |
|               | 1955–nay             | Quân đội nhân dân Việt Nam | Ngôi sao vàng trên nền đỏ cùng dòng chữ "Quyết thắng" màu vàng góc trên bên trái (tỉ lệ kích thước 2:3).        |
|               | 1955–nay             | Quân đội nhân dân Việt Nam (phiên bản đảo ngược)                                                                                  | Ngôi sao vàng trên nền đỏ cùng dòng chữ "Quyết thắng" màu vàng góc trên bên phải (tỉ lệ kích thước 2:3).        |
|               | 1955–nay             | Quân chủng Hải quân | Cờ của Quân đội nhân dân Việt Nam với tên quân chủng / đơn vị bên dưới                                          |
|               | 1959–nay             | Quân chủng Phòng không – Không quân,                                                                                              | Cờ của Quân đội nhân dân Việt Nam với tên quân chủng / đơn vị bên dưới                                          |
|               | 1958–nay             | Bộ đội Biên phòng Việt Nam | Cờ của Quân đội nhân dân Việt Nam với tên quân chủng / đơn vị bên dưới                                          |
|               | 2008–nay             | Cảnh sát biển Việt Nam | Cờ của Quân đội nhân dân Việt Nam với tên quân chủng / đơn vị bên dưới                                          |
|               | 1958–nay             | Binh chủng Thông tin Liên lạc | Cờ của Quân đội nhân dân Việt Nam với tên quân chủng / đơn vị bên dưới                                          |
|               | 2022–nay             | Dân quân tự vệ | Biểu trưng của Dân quân tự vệ ở chính giữa nền đỏ (tỉ lệ 2:3)                                                   |
| Trong lịch sử |                      | | |
|               | 1953–1954            | Cờ chiến trận của Việt Minh giai đoạn cuối của Chiến tranh Đông Dương lần thứ I và bảng hiệu chiến thắng Chiến dịch Điện Biên Phủ | |
|               | 1961–1976            | Quân Giải phóng miền Nam Việt Nam                                                                                                 | Ngôi sao vàng chính giữa nền xanh và đỏ cùng dòng chữ "Quyết thắng" bên trên góc trái (tỉ lệ 2:3) Ảnh hưởng từ: |
|               | 1965–1975            | Cờ chiến của Việt Nam Cộng hòa | Cờ vàng ba vạch đỏ và biểu trưng chính giữa. (tỉ lệ 3:4). Ảnh hưởng từ:                                         |
|               | 1965–1975            | Cờ của Quân lực Việt Nam Cộng hòa                                                                                                 | Tỉ lệ cờ 3:4 |
|               | 1955–1965            | Quân lực Việt Nam Cộng hòa | Tỉ lệ cờ 3:4 Ảnh hưởng từ:                                                                                      |
|               | 1955–1965            | Quân lực Việt Nam Cộng hòa | Tỉ lệ cờ 3:4 Ảnh hưởng từ:                                                                                      |
|               | 1965–1975            | Lục quân Việt Nam Cộng hòa | Tỉ lệ cờ 3:4 |
|               | 1965–1975            | Hải quân Việt Nam Cộng hòa | Tỉ lệ cờ 3:4 |
|               | 1965–1975            | Không lực Việt Nam Cộng hòa | Tỉ lệ cờ 3:4 |
|               | 1968–1975            | Thủy quân lục chiến Việt Nam Cộng hòa                                                                                             | Tỉ lệ cờ 3:4 |
|               | 1949–1955            | Quân đội Quốc gia Việt Nam | Cờ vàng 3 vạch đỏ cùng tên Quốc gia Việt Nam (3:4). Ảnh hưởng từ:                                               |
|               | 1923 – March 9, 1945 | Lính tập Quân đội Lê Dương | Cờ ba màu của Pháp trên góc trái, nền vàng (1:1). Ảnh hưởng từ:                                                 |
|               |                      | Kỵ binh Hoàng gia Triều Nguyễn.                                                                                                   | Ảnh hưởng từ:                                                                                                   |
|               | 1912–1925            | Việt Nam Quang phục quân (một cánh quân của Việt Nam Quang Phục Hội).                                                             | Năm chấm trắng nối với nhau bởi một dấu X, nền đỏ. Ảnh hưởng từ:                                                |
|               |                      | Cờ của Quân đội Triều Nguyễn. | |

### Cờ hiệu
| Lá cờ         | Giai đoạn           | Sử dụng                                               | Mô tả |
| Trong lịch sử | Trong lịch sử       | Trong lịch sử                                         | Trong lịch sử |
| ------------- | ------------------- | ----------------------------------------------------- | --- |
|               | 1923–1945 1945–1949 | Cờ hiệu Dân sự và Hải quân Liên bang Đông Dương.      | Cờ đuôi yến, nền vàng, hình lá cờ Pháp trên góc trái. Ảnh hưởng từ:                                                      |
|               | 1952–1975           | Thủy quân của Quốc gia Việt Nam và Việt Nam Cộng hòa. | Nền vàng, 3 vạch đỏ nằm ngang chính giữa có hình mỏ neo Ảnh hưởng từ:                                                    |
| Hiện tại      |                     |                                                       | |
|               | 1998–nay            | Cảnh sát biển Việt Nam                                | Màu xanh lục đậm với Quốc huy Việt Nam ở giữa (đôi khi được tối giản) và một mũi tên màu vàng nằm ngang xuyên qua (2:3). |
|               | 2014–nay            | Hải quân Nhân dân Việt Nam                            | Nền trắng với biểu trưng Hải quân Nhân dân Việt Nam ở bên bên trên, dải màu xanh biển bên dưới (2:3). Ảnh hưởng từ:      |
|               | 2014–nay            | Kiểm ngư Việt Nam                                     | Màu xanh dương nhạt với biểu trưcủa đơn vị ở chính giữa (2:3).                                                           |
|               | 2021–nay            | Lực lượng Dân quân tự vệ                              | Biểu trưng của Dân quân tự vệ ở chính giữa nền đỏ (tỉ lệ 2:3).                                                           |

## Cờ của các thực thể Việt Nam

### Cờ các tổ chức sắc tộc
| Lá cờ | Giai đoạn       | Sử dụng                                                            | Mô tả |
| ----- | --------------- | ------------------------------------------------------------------ | --- |
|       | 1946            | Cộng hòa tự trị Nam Kỳ                                             | [ 29 ] |
|       | 1946–1948       | Cộng hòa tự trị Nam Kỳ                                             | Ảnh hưởng từ: |
|       | 1888–1889       | Vương quốc Xơ Đăng                                                 | Thập tự Malta màu trắng chính giữa có ngôi sao màu đỏ, nền xanh nước biển |
|       | 1888–1889       | Vương quốc Xơ Đăng (biến thể 1927 Bulletin des Amis du Vieux-Huế). | Nền xanh có hình Thập tự Malta màu đỏ ở giữa có ngôi sao màu trắng. Một biến thể khác có nền đỏ với Thập tự Malta màu xanh biển ở giữa có ngôi sao màu trắng.                                                                                              |
|       | 1888–1889       | Vương quốc Xơ Đăng (biến thể K. Fachinger).                        | Nền xanh nước biển, thập tự Thánh George với ngôi sao màu đỏ |
|       | 1888–1889       | Vương quốc Xơ Đăng (biến thể Vexilla Belgica).                     | Nền xanh dương, Thập tự Malta màu trắng. |
|       | 1889–1897       | Liên bang Xơ Đăng / Confederation of Sedang.                       | Ảnh hưởng từ: |
|       | 1944–1953       | Người Thái trắng                                                   | |
|       | 1946–1950       | Xứ Thượng Nam Đông Dương                                           | Ảnh hưởng từ: |
|       | 1946–1950       | Khu tự trị Thái                                                    | Ảnh hưởng từ: |
|       | 1950–1955       | Khu tự trị Thái                                                    | Một vạch trắng thẳng đứng giữa hai vạch xanh nước biển, ngôi sao 16 cánh ở giữa vạch trắng. Ảnh hưởng từ: |
|       | 1947–1954       | Khu tự trị Nùng                                                    | Ảnh hưởng từ: |
|       | 1947–1954       | Khu tự trị Thổ (người Tày)                                         | Tỉ lệ: 2:3. |
|       | 1947–1954       | Khu tự trị Mường (người Mường).                                    | Ngôi sao năm cánh trắng lớn chính ở giữa nền xanh lá (2:3). Ảnh hưởng từ: |
|       | ?–1975          | Cờ của các làng Khmer miền núi                                     | Nền xanh lá với ngôi sao 16 cánh trắng bên trái |
|       | ?               | Mặt trận đấu tranh của Kampuchea Krom (FLKK).                      | Ảnh hưởng từ: |
|       | 1964–1965       | Cộng hòa Tây Nguyên và Champa                                      | Ảnh hưởng từ: |
|       | 1962–1964       | Mặt trận Giải phóng Champa                                         | |
|       | Tháng 3, 1964–? | Mặt trận Giải phóng Cao Nguyên (FLHP).                             | Ảnh hưởng từ: |
|       | ?               | Người La Hủ                                                        | Tỉ lệ: 3:5. Ảnh hưởng từ: |
|       | 1993—           | Người H'Mông                                                       | |
|       | 1969–1976       | Chính phủ Cách mạng Lâm thời Cộng hòa miền Nam Việt Nam.           | Ảnh hưởng từ: |
|       | 1969–?          | Phong trào đoàn kết các dân tộc thiểu số Nam Tây Nguyên (MUSHEN).  | Cờ ba vạch nằm ngang. Vạch xanh lá bên trên, vàng ở giữa, đỏ ở dưới. Chính giũa có ô trong nền trắng viền đen, bên trong có hình vẽ đơn giản phần đầu của một con voi hướng sang phải.                                                                     |
|       | 1985–?          | Khmer Krom                                                         | (tỉ lệ 3:5) Ảnh hưởng từ: |
|       | 1986–           | Tổ chức Giải cứu người Thượng.                                     | Tổ chức có trụ sở tại Greensboro, Bắc Carolina. Cờ ba vạch nằm ngang. Vạch xanh lá bên trên, trắng ở giữa, đỏ ở dưới. Chính giũa có ô trong nền trắng viền đen không khép kín, bên trong có hình vẽ phần đầu của một con voi hướng sang trái Ảnh hưởng từ: |
|       | 1987–           | Nhà nước Đề Ga (MDA).                                              | Cờ ba vạch nằm ngang. Vạch xanh lá bên trên, trắng ở giữa, đỏ ở dưới. Chính giũa có ô trong nền trắng viền đen khép kín, bên trong có hình vẽ phần đầu của một con voi hướng sang trái Ảnh hưởng từ:                                                       |
|       | 1990–           | Quỹ người Thượng                                                   | |
|       | 2000–           | Hội Văn phòng quốc tế Champa                                       | |
|       | 2000–2010       | Người Thượng thống nhất (UMP).                                     | |
|       |                 | Hội đồng phát triển Văn hóa Xã hội người Champa                    | Cờ 3 vạch đứng. Vạch màu xanh biển bên trái. xanh lá ở giữa, đỏ bên phải. Chính giữa (vạch xanh lá) có hình ảnh bông hoa đại (loài Plumeria alba). |
|       | 2000s–          | Người Thượng thống nhất, Chính phủ Người Thượng miền nam lưu vong. | |
|       | ?               | Người Hoa Nùng                                                     | Ảnh hưởng từ: |

## Cờ các tổ chức - công ty

### Tổ chức
| Lá cờ       | Giai đoạn | Sử dụng                                      | Mô tả         |
| ----------- | --------- | -------------------------------------------- | ------------- |
| không khung | 1946–nay  | Hội Chữ thập đỏ Việt Nam                     | Ảnh hưởng từ: |
| không khung | 1946–nay  | Mẫu cờ tối giản của Hội Chữ thập đỏ Việt Nam | Ảnh hưởng từ: |
| không khung | 1990s–nay | Liên đoàn võ thuật Vovinam                   |               |
|             | 1930–nay  | Hội Hướng Đạo Việt Nam                       | Ảnh hưởng từ: |

### Đảng phái
| Lá cờ | Giai đoạn                           | Sử dụng                                                     | Tên / mô tả                                                           |
| ----- | ----------------------------------- | ----------------------------------------------------------- | --------------------------------------------------------------------- |
|       | 1863                                | Cờ của phái đoàn ngoại giao Nhà Nguyễn từ Biển Đỏ đến Pháp. | Cờ nền vàng với 4 chữ Hán "Đại-Nam khâm-sứ" (大南欽使). Ảnh hưởng từ: |
|       | 1887–1923                           | Đế quốc thực dân Pháp                                       |                                                                       |
|       | 1917                                | Đại Hùng đế quốc.                                           | 5 chấm đỏ nôi bằng 2 dấu gạch màu đỏ, nền vàng                        |
|       | 1930–1931                           | Tự vệ Đỏ (Xô Viết Nghệ Tĩnh).                               | Ảnh hưởng từ:                                                         |
|       | 15 tháng 1, 1931                    | Đông Dương Cộng sản Đảng tại Vinh, Nghệ An.                 | Ảnh hưởng từ:                                                         |
|       | 1936–1945                           | Liên minh Khai sáng (Enlightenment Union).                  |                                                                       |
|       | 1936–1945                           | Liên minh Khai sáng (Enlightenment Union).                  |                                                                       |
|       | 1944–1945                           | Đại Việt Quốc gia Liên minh.                                |                                                                       |
|       | 9 tháng 3 – 14 tháng 8, 1945        | Đế quốc Nhật Bản                                            |                                                                       |
|       | 1945–1960                           | Lực lượng Bình Xuyên                                        | Ảnh hưởng từ:                                                         |
|       | 1947                                | Bảo Đại                                                     | Cờ quẻ Càn (☰) thay thế Cờ quet Ly. Ảnh hưởng từ:                     |
|       | 1929–1946                           | Cờ Việt Nam Quốc dân Đảng sử dụng trong Khởi nghĩa Yên Bái. |                                                                       |
|       | 1929–1946                           | Cờ của Việt Nam Cách mạng quân trong Khởi nghĩa Yên Bái.    | Ảnh hưởng từ:                                                         |
|       | 2 tháng 10, 1955 – 1 tháng 11, 1963 | Phong-trào Cách-mạng Quốc-gia.                              |                                                                       |
|       | 2 tháng 10, 1955 – 1 tháng 11, 1963 | Phong-trào Cách-mạng Quốc-gia.                              |                                                                       |
|       | 1961–1963                           | Thanh Nữ Cộng Hòa                                           |                                                                       |
|       | 1965–1970                           | Đoàn thanh thiếu nông 4T                                    |                                                                       |
|       | 1968–1973                           | Phong trào Quốc gia Cấp tiến.                               | Ảnh hưởng từ:                                                         |

### Công ty
| Cờ          | Giai đoạn | Sử dụng                                                           | Tên / mô tả   |
| ----------- | --------- | ----------------------------------------------------------------- | ------------- |
| không khung | 1994–nay  | Tập đoàn Điện lực Việt Nam (EVN)                                  |               |
| không khung | 1988–nay  | Ngân hàng Nông nghiệp và Phát triển Nông thôn Việt Nam (Agribank) |               |
| không khung | 1975–nay  | Công ty cổ phần Vận tải và Thuê tàu biển Việt Nam                 | Ảnh hưởng tù: |
| không khung | 1995–2007 | Công ty cổ phần Vận tải dầu khí Việt Nam                          |               |
| không khung | 2007–nay  | Công ty cổ phần Vận tải xăng dầu (Vận tải dầu khí Việt Nam)       |               |
| không khung | 2006–nay  | Công ty Cổ phần Vận tải biển Vinaship                             |               |
| không khung | 1951–1960 | Air Vietnam                                                       |               |